# جايسون مور (مخرج)
جايسون مور (بالإنجليزية: Jason Moore)‏ هو منتج أفلام ومخرج أمريكي، ولد في 22 أكتوبر 1970 في فايتفيل في الولايات المتحدة.

## وصلات خارجية
- جايسون مور على موقع IMDb (الإنجليزية)
- جايسون مور على موقع ألو سيني (الفرنسية)
- جايسون مور على موقع بوكس أوفيس موجو (الإنجليزية)
- جايسون مور على موقع قاعدة بيانات برودواي على الإنترنت (الإنجليزية)
- جايسون مور على موقع قاعدة بيانات الأفلام السويدية (السويدية)
- جايسون مور على موقع قاعدة بيانات الفيلم (الإنجليزية)
- جايسون مور على موقع كينوبويسك (الروسية)